# NGC 1539
NGC 1539 est une galaxie elliptique située dans la constellation du Taureau. NGC 1539 a été découverte par l'astronome allemand Albert Marth en 1864.

## Caractéristiques
Sa vitesse par rapport au fond diffus cosmologique est de 5 539 ± 9 km/s, ce qui correspond à une distance de Hubble de 81,7 ± 5,7 Mpc (∼266 millions d'al).
Il se pourrait aussi que NGC 1539 soit un objet perdu ou inexistant.